# Trương Quốc Đào

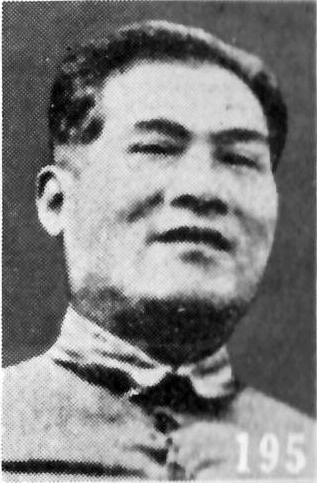
Trương Quốc Đảo

Trương Quốc Đào (tiếng Trung giản thể: 张国焘; phồn thể: 张国焘, bính âm: Zhang Guótāo; Wade-Giles: Chang Kuo-t'ao) (1897 - 1979) một trong những người sáng lập Đảng Cộng sản Trung Quốc năm 1921.

## Thuở nhỏ và thời kỳ sinh viên
Trương Quốc Đào xuất thân là một người Khách Gia, sinh ra tại quận Bình Hương, Giang Tây. Trương Quốc Đào nghiên cứu tư tưởng chủ nghĩa Marx khi tham dự Trường Đại học Bắc Kinh, năm 1916. Sau khi đóng vai trò tích cực trong Phong trào Ngũ Tứ, Trương Quốc Đào đã trở thành một trong những thủ lĩnh sinh viên nổi bật nhất.

## Tham gia sáng lập và lãnh đạo Đảng Cộng sản
Tại Đại hội sáng lập Đảng Cộng sản Trung Quốc năm 1921 ở Thượng Hải, Trương Quốc Đào được bầu vào Trung ương Cục (中央局) , phụ trách công tác tổ chức.
Sau đại hội, Trương Quốc Đào giữ chức Tổng thư ký Liên đoàn Lao động Trung Quốc. Ông đã lãnh đạo một số cuộc đình công lớn của đường sắt và công nhân dệt may. Tại Đại hội lần II Đảng Cộng sản Trung Quốc (1922) ở Thượng Hải, Trương Quốc Đào được bầu vào Ban Chấp hành Trung ương (中央执行委员会, Trung ương Chấp hành Ủy viên Hội) . Năm 1924, theo chính sách của liên minh giữa Quốc Dân Đảng và Cộng sản, Trương Quốc Đào tham dự Đại hội Quốc Dân Đảng và được bầu làm Ủy viên dự khuyết Ban Chấp hành Trung ương. Tại Đại hội IV Đảng Cộng sản Trung Quốc (1925) ở Thượng Hải, Trương Quốc Đào được bầu vào Trung ương Cục 
Năm 1926 ông được cử làm Bí thư tỉnh ủy Hồ Bắc. Tại Đại hội V Đảng Cộng sản Trung Quốc(1927) tổ chức ở Hán Khẩu Trượng Quốc Đào được bầu vào Bộ Chính trị (政治局, Chính trị Cục). Tại Đại hội VI Đảng Cộng sản Trung Quốc (1928) ở Moskva, Trương Quốc Đào được bầu vào Bộ Chính trị và là đại biểu của Đảng Cộng sản Trung Quốc tại Quốc tế Cộng sản.

## Ly khai
Tháng 4 năm 1927, khi Tưởng Giới Thạch tiến hành đàn áp Đảng Cộng sản thì Trương Quốc Đào giữ chức vụ Tổng chính ủy Hồng quân.
Năm 1931 ông thành lập khu Xô viết Ngạc Dự Hoãn tại khu vực thuộc các tỉnh Hồ bắc, Hà Nam, An Huy với trọng trách Tổng bí thư, Chủ tịch Ủy ban quân sự, Phó Chủ tịch Chính quyền Xô viết, trong khi đó đối thủ Mao Trạch Đông làm Chủ tịch chính quyền Xô viết.
Năm 1932 ông và một số đảng viên khác đưa quân đoàn 4 của Hồng quân về Tứ Xuyên thành lập chiến khu với 80.000 người.
Tháng 7 năm 1935, theo đề nghị của Mao Trạch Đông (đang lãnh đạo Vạn lý Trường chinh), Trương Quốc Đào tuy không đồng ý chủ trương trường chinh cũng phải đưa quân về Thiểm Tây, trên đường hành quân, 80.000 quân của họ Trương bị quân Quốc dân đảng đánh tan tác, chỉ còn 21.800 người về tới Thiểm Tây. Trương Quốc Đào bị các đồng chí trong Đảng buộc tội là đã đào ngũ trong cuộc Vạn Lý Trường Chinh.
Tháng 10 năm 1936, Trương Quốc Đào bị cử đi tiếp nhận viện trợ của Liên Xô, cuộc hành quân phải xuyên qua phòng tuyến dày đặc của quân Quốc dân đảng; quân Trương Quốc Đào bị đẩy vào tình cảnh nguy khốn, sa lầy, tiêu hao lớn, phải băng qua sa mạc, bị dân quân vũ trang Hồi giáo chống cộng tàn sát. Tháng 4 năm 1937, chỉ còn khoảng 400 tàn quân Trương Quốc Đào về được căn cứ. Ông được cử làm Phó chủ tịch vùng biên khu Thiểm Cam Ninh.
Bị cô lập, năm 1938, Trương Quốc Đào bỏ trốn khỏi Diên An về Vũ Hán đầu hàng Tưởng Giới Thạch, theo cuốn Mao: The Unknown Story thì ông đã không tiết lộ một bí mật gì của Đảng Cộng sản Trung Quốc cho Quốc dân đảng.

## Lưu vong
Sau thất bại của Quốc Dân Đảng vào năm 1949, Trương Quốc Đào đã đi sống lưu vong ở Hồng Kông. Năm 1968, ông di cư đến Canada. Ngày 3 tháng 12 năm 1979, Trương Quốc Đào qua đời tại Canada, hưởng thọ 82 tuổi.